# جورج سيرويل
جورج سوريل يوجين (بالفرنسية: Georges Eugène Sorel) (2 نوفمبر 1847 في شيربورج—29 أغسطس 1922، في بولوني سور سين) فيلسوف فرنسي ومنظر للسينديكالية الثورية. فكرة مستوحاة من صاحب سلطة الخرافة في حياة الناس الماركسيين والفاشيين. هو، مع دفاعه عن العنف، والمساهمة التي هو في معظم الأحيان تذكر [1]. أورسون J. هيل كتب ما يلي:
وأضاف «كل تقييم أهمية جورج سوريل تعكس طويلة حول ما إذا كان لتصنيف له مع المفكرين مجردة أو الفلاسفة والاجتماعية والمصلحين، وكان، في الواقع، مزيج من الاثنين معا، ولكن منذ أن كان في موقف المتفرج في الحركة العمالية ولا بأي شكل من الأشكال مشارك مباشرة، وقال أنه يتم وضع أفضل مع المفكرين. وتذكر له كتاب واحد -- تأملات في العنف -- والربط الفكري في وقت لاحق مع الشيوعية والفاشية. سوريل، مثل Tarde غابرييل، وكان اثنان وظائف متميزة استقال. بورجوا في الأصل، ومهندس من خلال التدريب والمهنة، والعمل من الدولة بعد 25 سنة على تكريس وقته للدراسة والكتابة... ولم استيعاب وتنظيم أفكار الآخرين ولكن رد فعل وتحليل لجميع أنه يقرأ. الأصل في الفكر، وقال أنه كان غريب الأطوار الفكرية وتكاد لكرنك».

## سيرة حياته
وُلد جورج سيرويل في مدينة شيربورغ-أوكتوفيل، لأب كان تاجرًا في الزيوت والمياه الغازية، والذي تراجعت تجارته، وأم متدينة ، ابنة عم المؤرخ ألبير سوريل، التحق بالمدرسة المتعددة التقنياتفي عام 1865، ثم في هيئة الجسور والطرق. أصبح كبير المهندسين في إدارة الأشغال العامة، وتمركز لفترة قصيرة في كورسيكا، ولمدة أطول في بربينيان. في عام 1891، حصل على وسام جوقة الشرف. تقاعد في عام 1892 وانتقل إلى بلدية بولون-بيانكور، بالقرب من باريس، وبقي هناك حتى وفاته.
بدأ سيرويل في النصف الثاني من ثمانينيات القرن التاسع عشر بنشر العديد من المقالات في مجالات مختلفة، مثل: الهيدرولوجيا والهندسة المعمارية والفيزياء والتاريخ السياسي والفلسفة. في عام 1893، أكد علنًا موقفه كماركسي واشتراكي. تأثرت فلسفته الاجتماعية والسياسية بقراءته للعديد من الشخصيات، مثل: بيير جوزيف برودون وكارل ماكس وجيامباتيستا فيكو وهنري برجسون (الذي حضره محاضراته في كوليج دو فرانس)، ولاحقًا وليام جيمس. انخرط سيرويل في عالم السياسة وأجرى مراسلات مع بينيديتو كروتش، وبعد ذلك مع فيلفريدو باريتو. عمل سيرويل في المجلات الماركسية الفرنسية الأولى، مثل: مجلة العصر الجديد والمصير الاجتماعي، وشارك في مطلع القرن في الجدل التحريري والأزمة داخل الماركسية. ساهم في الصياغة النظرية للنقابية الثورية في عام 1905. وفي عام 1906، ظهر نصه الأكثر شهرة، تأملات في العنف، ثم نُشر على شكل كتاب في عام 1908، وتبعه في نفس العام كتاب أوهام التقدم.
عارض سيرويل بشدة الاتحاد المقدس في عام 1914، وندّد بالحرب، وفي عام 1917 امتدح الثورة الروسية، التي طبعت لاحقًا في منشور رسمي للاتحاد السوفياتي، مكتب الحكومة السوفيتية الروسية، مقالًا تصف فيه لينين بأنه «أعظم منظري الاشتراكية منذ ماركس ورجل دولة». كتب العديد من القطع الصغيرة للصحف الإيطالية التي تدافع عن البلاشفة. ولكن بعد أقل من عام واحد في مارس من عام 1921، حوّل سيرويل ثناءه على زعيم فاشي صاعد في إيطاليا، وكتب أن «موسوليني رجل لا يقل عن استثنائية عن لينين. وهو أيضًا عبقري سياسي، وله تأثير أكبر من جميع  رجال الدولة اليوم». 
كان سيرويل معاديًا جدًا للشاعر غابرييل دي أنونزيو، ولم يظهر تعاطفًا مع صعود الفاشية في إيطاليا، على الرغم من ادعاءات جان فاريوت في وقت لاحق أنه وضع كل آماله في بينيتو موسوليني. بعد الحرب، نشر سيرويل مجموعة من كتاباته بعنوان مواد نظرية البروليتاريا. وفي وقت وفاته، في بولون-بيانكور، كان لديه موقف متناقض تجاه كل من الفاشية والبلشفية.
على الرغم من أن كتاباته تطرقت إلى العديد من المواضيع، إلا أن أفضل ما ميز عمل سيرويل هو تفسيره الأصلي للماركسية، والذي كان معاديًا للحتمية بشدة ومعادٍ للنخبوية ومعادٍ لليعقوبيين ومبني على العمل المباشر للنقابات وعلى دور العنف التخريبي والتجديدي. وما إذا كان سيرويل يُنظر إليه على أنه مفكر يساري أم يميني، فهو موضع خلاف: إذ أشاد به الفاشيون الإيطاليون على أنه حليف، لكن الحكومة الديكتاتورية التي شكلوها تتعارض مع معتقداته، بينما كان أيضًا مشجعًا هامًا لأول الشيوعيين في إيطاليا، الذين رأوا سيرويل كمنظور للبروليتاريا. تنشأ مثل هذه التفسيرات المتباينة على نطاق واسع من النظرية القائلة بأن الإحياء الأخلاقي للبلاد يجب أن يكون من أجل إعادة تأسيسها، وإنقاذها من الانحطاط؛ والسؤال المطروح هو ما إذا كان هذا الإحياء يجب أن يحدث عن طريق الطبقة الوسطى والعليا أو البروليتاريا. 

## روابط خارجية
- جورج سيرويل على موقع الموسوعة البريطانية (الإنجليزية)
- جورج سيرويل على موقع الموسوعة البريطانية (الإنجليزية)
- جورج سيرويل على موقع إن إن دي بي (الإنجليزية)